# Герман (кузен Юстиниана I)
Ге́рман (греч. Γερμανός; умер в 550) — византийский полководец, один из лучших военачальников императора Юстиниана I (527—565). Герман был двоюродным братом Юстиниана и, соответственно, членом правящей династии. Он командовал войсками во Фракии, Северной Африке, на востоке против Сасанидской империи и должен был командовать последней византийской экспедицией против остготов. Вторым браком был женат на готской принцессе из рода Амалов Матасунте. Ко времени своей внезапной смерти считался наследником Юстиниана.

## Происхождение и начало карьеры
Основными источниками о жизни Германа являются сведения византийских историков VI века Агафия Миринейского и Прокопия Кесарийского. Сын Дорофея, о котором ничего не известно, Герман родился до 505 года в Бедериане, позднее переименованной в Юстиниану Прима в Иллирии. В большинстве рукописей Германа называют племянником императора Юстиниана I (527—565), однако после произведённого Х. Калленбергом в 1915 году исследования большинство историков склоняется к тому, что это ошибка, и он был племянником императора Юстина I (518—527) и, следовательно, двоюродным братом Юстиниана. Такой точки зрения придерживаются, например, авторы авторитетного просопографического справочника «The Prosopography of the Later Roman Empire». С другой стороны, некоторые историки придерживаются буквального прочтения источников, как например издательница хроники готского историка Иордана «Гетики» Е. Ч. Скржинская. Братьями Германа были Бораид (ум. 548) и, возможно, Юст. В возрасте восьми лет Юстиниан призвал Германа в Константинополь, где тот получил хорошее образование. Согласно утверждению Иордана, Герман был потомком благородного римского рода Анициев. Точная природа этой связи, если, конечно, она является чем-то большим, нежели просто художественным указанием на благородное происхождение, не известна. Теодор Моммзен предполагал, что мать Германа могла быть дочерью Аникии Юлианы, а по мнению Е. Ч. Скржинской это маловероятно и, скорее всего это утверждение Иордана объясняется конъюнктурными соображениями. В правление Юстина Герман уже достиг высоких постов и титуловался как vir illustris в письме 519 года, адресованном папе Гормизду. Получив назначение на должность magister militum per Thraciae, он нанёс сокрушительное поражение вторгшимся антам. По мнению российского историка Е. П. Глушанина, в этом качестве Герман получил полномочия регионального стратега-автократора с подчинением ему всех командиров расквартированных во Фракии войск. По мнению историка, это назначение могло произойти в 527 году. Согласно английскому историку Дж. Бьюри, это был какой-то другой Герман, уроженец Юстинианы Примы.
В 536 году Герман стал почётным консулом и получил ранг патрикия, занимая пост magister militum praesentalis. В этот же год он был послан в Северную Африку для подавления масштабного восстания в армии под предводительством Стотцы, с чем ранее не справились полководцы Соломон и Велизарий. Его миссия там, описанная Прокопием Кесарийским (De Bello Vandalico II.XVI-XIX), завершилась полным успехом. Выступив с примирительной позиции и выплатив задолженности, он получил расположение большей части восставшей армии. Затем Герман разгромил непримиримую часть мятежников, возглавляемых Стотцей, в битве при Скалае Ветерес весной 537 года, стабилизировал положение и восстановил дисциплину, подавив ещё один заговор против своих войск.
Герман был отозван Юстинианом в 539 году и послан в Антиохию в 540 году, где возобновилась война с государством Сасанидов. Ввиду существенного численного превосходства персов он был вынужден отступить в Киликию и не смог предотвратить катастрофическое разграбление Антиохии в том же году. В следующем году командование над войсками на востоке принял Велизарий, а Герман возвратился в Константинополь.

## Заговор Артабана
Ко времени смерти императрицы в 548 году Герман считался самым влиятельным родственником Юстиниана и его наследником, хотя это никогда не было формально признано. Императрица относилась к нему крайне отрицательно, по мнению Ш. Диля потому, что своим блестящим браком с внучкой Теодориха Великого он слишком сильно подчёркивал низость её собственного происхождения. Под её влиянием император стал держать полководца на некотором удалении от двора. После смерти императрицы баланс сил при дворе изменился, и положение Германа упрочилось. Незадолго до этого в Африке скончался другой потенциальный наследник, муж племянницы императора Прейекты Ареобинд. Ещё при жизни Феодоры на руку Прейекты претендовал полководец Артабан, однако вскрылось, что он уже был женат, и его притязания были отвергнуты императрицей. После смерти Феодоры Артабан расторг свой брак и вместе со своим родственником Аршаком он организовал заговор с целью убийства Юстиниана. Об этих событиях известно только в изложении Прокопия Кесарийского, вероятно, не вполне точном.
По мнению Прокопия, они планировали возвести на трон Германа. Этот замысел был сочувственно встречен Германом, недовольным вмешательством императора в последнюю волю Бораида, недавно скончавшегося брата полководца. Заговорщики вначале сообщили о своём замысле Юстину, старшему сыну Германа. Тот, в свою очередь, проинформировал отца, который, посоветовавшись с комитом экскувитов Марцеллом, решил переговорить лично с заговорщиками. При этом Марцелл тайно подслушивал этот разговор, а затем проинформировал о нём Юстиниана. Заговорщики были арестованы, однако с ними обошлись исключительно мягко. Герман с сыном находились под подозрением до тех пор, пока свидетельство Марцелла полностью не оправдало их.

## Верховное командование и смерть
Тем временем Готская война против Королевства остготов в Италии развивалась неблагоприятным для империи образом и король Тотила смог очистить от византийских войск большую часть Апеннинского полуострова. В 549 году Юстиниан принял решение отправить в Италию крупный экспедиционный корпус во главе с Германом. Вскоре, однако, он передумал и назначил вместо него Либерия, прежде чем отменить экспедицию вообще.
Тем не менее, в 550 году Юстиниан наконец назначил Германа главнокомандующим италийской экспедиции. Установив свою штаб-квартиру в Сердике, тот начал собирать армию. Согласно Прокопию, слава Германа была такова, что под его знамя собирались как византийцы, так и варвары. Даже славянское вторжение, якобы направлявшееся в Фессалоники, изменило своё направление на Далмацию, когда до них дошли новости о том, кто возглавил войска во Фракии. Герман также сделал важный шаг который, как он надеялся, должен был уменьшить сопротивление остготов, — взял в жёны Матасунту, бывшую королеву готов, внучку Теодориха Великого, последнюю в королевском роде Амалов. Согласно свидетельствам современников, этот брак, равно как и новости о масштабных военных приготовлениях, произвели впечатление на готов и на византийских перебежчиков, некоторые из которых сообщили о своём желании вернуться в византийское подданство при его прибытии.
Более того, этот брак, одобренный самим Юстинианом, делал Германа наследником обоих государств. Однако этому не суждено было произойти: два дня спустя после того, как армия была собрана, ранней осенью 550 года, Герман заболел и умер. Его смерть разрушила все надежды на объединение готов и римлян в Италии и привела к годам дальнейшей кровопролитной войны, длившейся до полного завоевания полуострова византийцами.
Герман удостоился очень благоприятных отзывов Прокопия в его трудах, который восхищался его храбростью, справедливостью и благородством, а также его энергией и способностью быть как солдатом, так и администратором.

## Семья
У Германа был брат, Бораид, и, возможно, ещё один брат, Юст. От первого брака с некоей Пассарой у него было два сына и дочь:.
- Юстин, родившийся около 525/530, ставший консулом в 540 и генералом в конце царствования Юстиниана.
- Юстиниан, военачальник.
- Юстина, родившаяся около 527 года и вышедшая замуж в 545 году за генерала Иоанна, племянника Виталиана.

Прокопий Кесарийский сообщает о дочери Германа, на которой хотел жениться соратник Велизария Иоанн. Императрица Феодора, ненавидящая Германа и всё его семейство, стремилась помешать этому браку. Как говорится в «Тайной истории», «несмотря на то что он был двоюродным братом василевса, никто не решался вступить с ним в родство, и его сыновья оставались неженатыми до самой её [Феодоры] смерти».
Во втором браке с Матасунтой у него был посмертный сын, также названный Германом, о котором достоверно ничего не известно, хотя он, возможно, мог бы быть отождествлён с патрикием Германом, влиятельным сенатором в правление Маврикия, чья дочь вышла за старшего сына Маврикия, Феодосия. Британский историк Майкл Уитби идентифицирует Германа-младшего с Германом, зятем императора Тиберия II (578—582) и Ино Анастасии.

### Первичные источники
- Агафий Миринейский. О царствовании Юстиниана / Пер., ст. и примеч. М. В. Левченко. — М.—Л.: Изд-во АН СССР, 1953. — 221 с. — 3000 экз.
- Иордан. О происхождении и деяниях гетов / Вступительная статья, перевод, комментарий Е. Ч. Скржинской. — 2-е изд, испр и доп.. — СПб.: Алетейя, 2001. — 512 с. — ISBN 5-89329-030-1.
- Прокопий Кесарийский. Война с готами // Прокопий Кесарийский. Война с готами. О постройках / Пер. С. П. Кондратьев. Вступит. статья З. В. Удальцовой. — М.: Арктос, 1996. — 167 с. — ISBN 5-85551-143-X.

### Исследования
- Bury J. B. History of the Later Roman Empire: From the Death of Theodosius I to the Death of Justinian. — London: Courier Dover Publications, 1958. — 494 p. — ISBN 978-0486203997.
- The Oxford Dictionary of Byzantium :  [англ.] : in 3 vol. / ed. by Dr. Alexander Kazhdan. — New York ; Oxford : Oxford University Press, 1991. — 2232 p. — ISBN 0-19-504652-8.
- Kallenberg H. Germanus Justinians Vetter, nicht Neffe // Berliner Philologischer Wochenschift. — 1915. — № 35. — P. 991—992.
- Martindale J. R. The Prosopography of the Later Roman Empire. — Cambridge: Cambridge University Press, 1980. — 1342 p. — ISBN 0-521-20159-4.
- Martindale J. R. The Prosopography of the Later Roman Empire. — Cambridge: Cambridge University Press, 1992. — 760 p. — ISBN 0-521-20160-8.
- Moorhead J. Justinian. — Harlow: Longman, 1994. — 202 p. — (The Medieval World). — ISBN 0 582 06304 3.
- Whitby M. The Emperor Maurice and his Historian  Theophylact Simocatta on Persian and Balkan Warfare. — Oxford : Clarendon Press, 1988. — 384 p. — ISBN 0-19-822945-3.
- Глушанин Е. П. Военная знать ранней Византии. — Барнаул: Алтайское книжное издательство, 1991. — 243 с.
- Диль Ш. Юстиниан и византийская цивилизация в VI веке. — СПб. : Тип. Альтшулера, 1908. — xxxiv, 687 с.